# Tlatelolco, verano del 68
Tlatelolco, verano del 68 es una película y miniserie mexicana de 12 episodios basada en hechos reales, estrenada en 2013 y 2018, que trata sobre el movimiento estudiantil en la Ciudad de México, en los meses previos a los Juegos Olímpicos de 1968.

## Argumento
En medio de las protestas del Movimiento del 68, hay dos adolescentes, de distintos estratos sociales Félix (Christian Vázquez) y Ana María (Cassandra Ciangherotti), con una historia de amor que está a punto de comenzar. La historia comienza con el aumento de la represión por parte del gobierno de Díaz Ordaz al movimiento estudiantil en los meses previos a la Masacre del 2 de octubre de 1968. La relación de Ana María y Félix transcurre en el contexto de represión, desapariciones forzadas y un intento de invisibilizar la protesta social.

## Elenco
- Christian Vázquez como Félix
- Cassandra Ciangherotti como Ana María
- Juan Manuel Bernal
- José Ángel Bichir
- Fernando Becerril
- Álex Perea
- Iván Arana
- Juan Carlos Colombo
- Roberto Sosa como Gustavo Díaz Ordaz
- Rodrigo Murray como Julio Scherer García
- Andrés Montiel como Juan Romo
- Jorge Zárate
- Mario Zaragoza
- Armando Hernández
- Luis Ernesto Franco
- Luis Fernando Peña
- Giovanna Zacarías
- Teresa Ruiz
- Alejandra Ambrosi
- Ricardo Kleinbaum
- Pascacio López
- Claudette Maillé como la madre de Ana María

## Producción
La producción inició desde 2011, siendo estrenada primero en 2012 en el Festival Internacional de Cine de Morelia. Sin embargo, diversos problemas surgieron, llevando al director Carlos Bolado a estrenarla como película en 2013. En 2018, con motivo del 50 aniversario del movimiento de 1968 y acusando un intento de censura del gobierno, fue reestrenada bajo el formato de miniserie de 12 episodios, con varias escenas inéditas, y transmitida por TV UNAM.